# Marco Toini
Marco Toini (Angolo Terme, 13 agosto 1965) è un ex maratoneta e fondista di corsa in montagna italiano.

## Biografia
Nel 1993 ha vinto la medaglia di bronzo nella maratona dei Giochi del Mediterraneo. Ha inoltre partecipato per tre volte ai Mondiali di corsa in montagna, vincendovi un bronzo individuale nel 1995 e tre medaglie a squadre (due d'oro ed una d'argento).

## Palmarès
| Anno | Manifestazione                | Sede        | Evento          | Risultato | Prestazione | Note |
| ---- | ----------------------------- | ----------- | --------------- | --------- | ----------- | ---- |
| 1991 | Mondiali di corsa in montagna | Zermatt     | Distanza lunga  | 8º        | 1h09'02"    |      |
| 1991 | Mondiali di corsa in montagna | Zermatt     | A squadre       | Oro       | 20 p.       |      |
| 1992 | Mondiali di corsa in montagna | Val di Susa | Distanza lunga  | 8º        | 1h12'54"    |      |
| 1992 | Mondiali di corsa in montagna | Val di Susa | A squadre       | Argento   | 24 p.       |      |
| 1993 | Giochi del Mediterraneo       | Narbona     | Maratona        | Bronzo    | 2h18'59"    |      |
| 1995 | Mondiali di corsa in montagna | Edimburgo   | Uomini seniores | Bronzo    | 52'01"      |      |
| 1995 | Mondiali di corsa in montagna | Edimburgo   | A squadre       | Oro       | 13 p.       |      |

## Campionati nazionali
1984
- 15º ai campionati italiani juniores di corsa campestre - 22'14"

1990
- 6º ai campionati italiani assoluti, 10000 m piani - 29'29"49
- 21º ai campionati italiani di corsa campestre

1992
- 9º ai campionati italiani assoluti, 5000 m piani - 14'01"98
- 5º ai campionati italiani assoluti, 10000 m piani - 28'57"86

1993
- 10º ai campionati italiani assoluti, 10000 m piani - 29'17"01
- 10º ai campionati italiani di corsa campestre - 35'57"

## Altre competizioni internazionali
1992
- Argento alla Maratona di Cesano Boscone ( Cesano Boscone) - 2h14'40"
- 6º alla Mezza maratona di Monza ( Monza) - 1h03'45"
- Argento al Cross della Vallecamonica

1993
- 7º alla Maratona di Torino ( Torino) - 2h15'31"
- 6º alla Roma-Ostia ( Roma) - 1h03'15"